# Искренное
И́скренное (укр. Іскрине) — село в Звенигородском районе Черкасской области Украины.
Население по переписи 2001 года составляло 928 человек. Почтовый индекс — 20623. Телефонный код — 4741.
В селе родился Герой Советского Союза Иван Лысенко.

## Местный совет
20623, Черкасская обл., Звенигородский р-н, с. Искренное, ул. Крещатик